# Teatro statale ciuvascio delle marionette
GUK "Teatro statale ciuvascio delle marionette in russo Чувашский государственный театр кукол?è un teatro dei burattini russo, con sede a Čeboksary lungo il Prezident bul'vare, bld. 15. La pratica creativa del teatro coniuga perfettamente due linee: la tradizionale europea e nazionale russa e ciuvascia. Nel corso degli anni, ha creato più di 200 spettacoli e rappresentazioni varie.
L'attuale regista del teatro è Elizaveta Arievna Abramova, Lavoratore Onorato della Repubblica Ciuvascia.
L'Attuale direttore artistico è Jurij Filippov, Artista Onorato della Repubblica Ciuvascia.

## Storia
Il 15 aprile 1945, fu la première dello spettacolo teatrale «Tri podružki» (in italiano: le tre amiche) basato sulla commedia dedicata al fondatore del teatro, nonché primo regista e direttore artistico Sergej Makarovič Merzljakov. Questo è il giorno dell'inaugurazione del teatro.
Nel 1951 il teatro venne momentaneamente chiuso, ma la squadra continuò a lavorare coi burattini nella Filarmonica Statale Ciuvascia, stavolta fu guidato dalla Prof.ssa M. K. Antonova e dall'allora studentessa S. V. Obrazcova, dal 1958 il teatro fu di nuovo operativo.

## Repertorio principale
1. «14 lettere a Dio» (Éric-Emmanuel Schmitt)
2. «Faggio» (I.Medvedeva, T.Šišova)
3. «Il brutto anatroccolo» (adattamento di V.Sinakevič)
4. «Il cavallo gobbo» (P.Eršov)
5. "Mašen'ka e Medved'" (V.Švenberger)
6. "Beh, Lupetto ascolta!" (A.Kurljandskij, A.Hajt)
7. "Le meraviglie del regno dei Grimm" (fiabe dei fratelli Grimm)
8. «Fiore scarlatto» (V.Derjagin su S.Aksakov)
9. «Alì Babà e i 40 ladroni » (adattamento a cura di A.Kolesnikov)
10. «Il gatto bianco» (basato su una fiaba francese)
11. «la Primavera curò Timčo» (Vil'kovskij)
12. «Il lupo e i sette bambini» (L.Ralčev)
13. «La Lampada magica di Aladino» (N.Gernet)
14. «I dodici mesi» (S.Maršak)
15. «la ragazza sulla luna» (R. Sarbi)
16. «I cigni selvatici» (adattamento)
17. «il riccio e l'albero» (S.Kozlov)
18. «Il signore dal suono terrificante» (È.Uspenskij)
19. «Lepri vincenti » (Г.Азам)
20. «Lepri, volpi e galli» (N.Šuvalov)
21. «Il ragazzo stellare» (O.Uajl'd)
22. «Cenerentola» (adattamento)
23. «Pan di zenzero» (basato su un racconto popolare russo)
24. «Il Gatto con gli stivali» (un adattamento di G.Azam)
25. «Il gatto domestico» (S.Maršak)
26. «la volpe lesta» (V.Pavlovskis)
27. «Le orecchie di Iljuk» (Е.Лисина)
28. «L'uomo di gelo» (G.Azam)
29. «Amanita» (M.Juhma)
30. «la talpa sciocca» (G.Azam)
31. «non mi aspettavi?» (G.Azam)
32. «Una lettera della guerra» (Zlatopol'skie)
33. «La principessa e guardiano dei porci» (Fisher)
34. «Emilia e il matto» (A.Timofeevskij)
35. «Perdonami, la mia serata è verde primavera...» (Jurij Filippov)
36. «Rapa» (basato su una fabia popolare russa)
37. «la camicia dai settanttasette colori» (G.Efimov)
38. «Il mio migliore amico» (S.Prokof'eva)
39. «Sarmandej» (R.Sarbi)
40. «Colletti grigi» (I.Medvedeva, T.Šišovа)
41. «la Storia della principessa morta e dei sette cavalieri» (по А.С.Пушкину)
42. «La Regina delle Nevi» (di Evgenij L'vovič Švarc)
43. «Giocare con Cappuccetto Rosso» (V.Busarenko)
44. «Il pupazzo di neve segreto» (G.Azam per V. Lesovom)
45. «Il palazzo» (S.Maršak)
46. «I tre porcellini» (S.Mihalkov)
47. «Ulöp» (G.Azam per H.Sjuinu)
48. «Voglio essere più» (G.Sapgir, G.Cyferov)
49. «La principessa ranocchio» (N. Gernet)

## Cast artistico
1. Nadežda Valentinovna Alferova
2. Larisa Nikolaevna Antonova
3. Iraida Feoktistovna Vasil'eva
4. Aleksandra Leonidovna Gomza
5. Julija Anatol'evna Žarova
6. Zoja Petrovna Zorina
7. Alina Ivanovna Kalikova
8. Gennadij Vasil'evič Kirillov
9. Petr Andreevič Klement'ev
10. Svetlana Aleksandrovna Kokšina
11. Ivan Nikolaevič Kuz'min
12. Julija Leonidovna Mel'nik
13. Irina Aleksandrovna Možaeva
14. Ol'ga Alekseevna Tarasova
15. Alevtina Mihajlovna Timofeeva
16. Elena Vladimirovna Hor'kova

## Premi e riconoscimenti
Nel 1996, per i suoi servizi al gruppo teatrale fu il vincitore del Premio della Gioventù della Ciuvascia. Il teatro è un membro della Associazione Internazionale delle Marionette (UNIMA) nonché dell'Associazione Teatrale Russa «Teatr kukol – 21 vek».